# Schaprode
Schaprode es un municipio situado en el distrito de Pomerania Occidental-Rügen, en el estado federado de Mecklemburgo-Pomerania Occidental (Alemania). Tiene una población estimada, a fines de 2021, de 430 habitantes.
Forma parte de la mancomunidad de municipios (en alemán, amt) de West-Rügen.
Está situado al norte de la isla de Rügen, sobre la costa del mar Báltico.